# Scientific American
Scientific American (често се съкращава на SciAm, произн. „Сайнтифик Америкън“) е научнопопулярно американско списание, което започва да се публикува на 28 август 1845 г. Това го прави най-старото американско списание, което все още се печата. Статиите в списанието отразяват нови и иновативни изследвания по достъпен начин както за специалисти, така и за неспециалисти.
Аудиторията на печатното издание и на интернет сайта Scientific American наброява около 3,5 млн. читатели по света, броят на уникалните посещения на сайта е 7 милиона на месец, а броят на абонатите на профилите му в социалните медии надхвърля 4 милиона. Това списание не се фокусира върху кратки научни обзори, а по-скоро се позиционира като форум, в който научните умове споделят своите открития и теории с широката общественост. Първоначално целевата аудитория са учени, работещи в различни области на науката, но впоследствие тя се насочва предимно към добре образовани хора, интересуващи се от проблемите на науката.

## Друго
- В началото на XX век години Scientific American издава енциклопедия под наименованието The Americana.

- Следните рубрики са били много успешни:
  - Колонка за математически игри на Мартин Гарднър.
  - „Начинаещ учен“.

- Scientific American продуцира телевизионна програма по канала PBS под названието „Границите на Scientific American“ (Scientific American Frontiers).